# Mitjà de comunicació
Els mitjans de comunicació o mèdia són sistemes de transmissió d'algun tipus d'informació. Sovint s'associa als mitjans de comunicació de massa quan es dirigeix a un públic ampli, com en el cas de la premsa, la fotografia, els anuncis, el cinema o les emissions en directe. El telèfon és un mitjà de comunicació, però no un mitjà de comunicació de massa.
La disciplina acadèmica que té els mitjans de comunicació per objecte d'estudi és la mèdiologia.

## Història

#### Prehistòria i antiguitat
Durant la prehistòria, la comunicació es limitava a la comunicació oral i gestual. Els éssers humans feien servir senyals i sons per comunicar-se entre ells. Mentre que a l'antiguitat, es va començar a propagar l'escriptura, per tant, la comunicació oral va passar a un segon pla, i els mitjans de comunicació giraven al voltant d'aquesta. Els papirs i els pergamins es van convertir en els principals suports per a la comunicació escrita.

#### Edat mitjana: Invenció de la impremta
Un dels descobriments més importants en l'evolució dels mitjans de comunicació va ser la invenció de la impremta al segle XV. La impremta va permetre la producció massiva de llibres i diaris, i va canviar totalment la manera en la qual es consumia i es transmetia la informació.
La impremta va ser inventada per Johannes Gutenberg a Alemanya, i s'utilitzava per produir textos i imatges. La impremta va permetre la producció de llibres i diaris en grans quantitats, cosa que va fer que la informació fos més accessible i assequible per a les masses.

#### Era de la ràdio i la televisió
La ràdio també va ser un element molt important en la història dels mitjans de comunicació, ja que va significar un abans i un després, juntament amb la creació i popularització de la televisió. Inicialment, la ràdio es feia servir per transmetre música i programes d'entreteniment. Amb el temps, però, es va convertir en una eina important per a la difusió de notícies i esdeveniments en temps real.
Quant a la televisió, aquesta va ser un gran abans i un després, ja que tenia la capacitat de transmetre imatges i so. La televisió es va convertir en el mitjà de comunicació dominant durant gran part del segle XX. Els avenços tecnològics han permès més qualitat d'imatge i so, així com la possibilitat de transmetre en viu des de qualsevol part del món.

#### L'era digital
Al segle XXI amb l'arribada d'Internet i les xarxes socials, va canviar de forma dràstica la manera com les persones es comunicaven. Els llocs web de notícies, blogs, xarxes socials i plataformes en línia han permès a les persones accedir a una gran quantitat d'informació i poder comunicar-se amb persones de tot el món.
L'era digital va permetre la creació de mitjans de comunicació interactius, com ara la World Wide Web i els mitjans socials. La World Wide Web va permetre a les persones accedir a informació de tot el món amb només uns quants clics. Els mitjans socials van permetre a les persones connectar-se i comunicar-se entre si en temps real.

## Mitjans de comunicació tradicionals
Dintre dels mitjans de comunicació tradicionals, podem trobar: 
La premsa escrita: Que consisteix en diaris i revistes que ofereixen informació sobre temes d'actualitat, política, economia, esports, etc. Aquest mitjà ha perdut molta rellevància amb la digitalització, és per això que cada cop podem trobar més diaris i revistes que abans eres només físics de forma digitalitzada.
La ràdio: És un mitjà auditiu que té diversos avantatges, com pel fet que permet una gran selectivitat geogràfica i demogràfica, és ideal per a empreses grans i mitjanes i té una gran rellevància local. En general, és un medi que conviu bastant bé en l'entorn digital.
La televisió: Aquest mitjà de comunicació destaca pel fet que combina imatge i so per entretenir i informar, i consta d’una gran diversitat de programes i continguts. La televisió pot tenir diversos serveis, com per exemple informar a la seva audiència del que passa en el món, també és útil per descobrir nous productes i serveis o per publicitar la teva marca i així poder arribar a més gent.
Aquests mitjans es caracteritzen per ser massius, arribant a grans audiències, i per tenir una comunicació principalment unidireccional, on l'emissor transmet la informació al receptor.

## Evolució
L'evolució dels mitjans de comunicació ha estat marcada per diversos factors clau. En primer lloc, els avenços tecnològics han tingut un paper molt important; la invenció de la impremta de tipus mòbils al segle XV va permetre una distribució més ràpida i fàcil de les notícies. Amb el pas del temps, es va produir una democratització dels mitjans, amb la creació d'empreses independents que van consolidar la llibertat d'expressió. Finalment, l'aparició d'internet i les xarxes socials ha transformat radicalment el panorama mediàtic, cosa que permet una comunicació bidireccional i que democratitza la creació de continguts.